# Solo (Tuuli)
Solo è un singolo della cantante finlandese Tuuli, pubblicato il 4 maggio 2017.

## Tracce
1. Solo – 3:32